# Brad Parker
Brad Parker (Scarborough (Canada), 23 april 1980) is een voormalig voetballer, die onder contract stond bij Feyenoord.

## Clubcarrière
Parker werd geboren in 1980 geboren in Scarborough, een voorstad van Toronto. Op 16-jarige leeftijd haalde Feyenoord hem naar zijn jeugdopleiding, waar hij 2 jaar speelde. In januari van 1998 raakte hij op een training in botsing met Henk Fraser, die daarbij een zware knieblessure opliep, die het eind van zijn carrière inluidde.
In de zomer van 1998 kreeg hij een fullprofcontract aangeboden. In de drie jaar dat Parker lid was van de selectie, groeide hij uit tot aanvoerder van het tweede elftal, maar maakte hij nooit zijn debuut voor Feyenoord 1. In 1999 tipte hij Feyenoord over zijn landgenoot Jonathan de Guzman, die hierop als 12-jarige de overstap maakte naar de club, om zich later te naturaliseren tot Nederlander.
In juni 2000 werd hij door Feyenoord aangeboden aan samenwerkingsclub RWDM, die hem echter bedankte voor zijn diensten. Nadat zijn contract was afgelopen in de zomer van 2001 liep hij nog stages bij de Engelse clubs Bradford City AFC en Chesterfield FC, maar beide clubs boden hem geen contract aan. Hierna liet hij zich overschrijven naar de amateurs en speelde hij nog enkele jaren in Nederland voor Rijnsburgse Boys.

## Canadees voetbalelftal
Als selectiespeler van Feyenoord kwam Parker tussen 1998 en 2000 zes keer uit voor het Canadees voetbalelftal. Op 28 april 1999 maakte hij in een vriendschappelijke wedstrijd tegen Noord-Ierland een eigen doelpunt.
In 2000 werd hij door bondscoach Holger Osieck uit de selectie gezet voor de Gold Cup, omdat hij een gebrek aan inzet zou tonen. Hierna kwam hij niet meer voor in de plannen van de bondscoach.